# Debutanten (film)
|  | Denne artikel er oprettet af botten Steenthbot ud fra en ekstern database. Den kan derfor have sproglige fejl eller mangler. Denne skabelon kan fjernes efter kontrol af indholdet. |

Debutanten er en dansk kortfilm fra 1993 instrueret af Sigurdur Sigurdsson og efter manuskript af Carsten Kressner.

## Handling
En komponists mareridt. Surrealistisk humor. Filmen arbejder med et 3-D lydkoncept. Al musik i filmen er indspillet synkront med billedet.

## Medvirkende
- Henrik Prip
- Bente Vist